# Rezerwat przyrody Podlesie
Rezerwat przyrody Podlesie – leśny rezerwat przyrody utworzony 11 maja 1989 r. na terenie gminy Chlewiska. 
Celem ochrony jest zachowanie drzewostanów jodłowych oraz wielogatunkowych z przewagą jodły, a także śladów wydobycia i przeróbki rudy żelaza w Okręgu Staropolskim.